# الکساندرا زاگورسکا
الکساندرا زاگورسکا همچنین بیتسهان یا زاگورسکا و نام مستعار الکساندرا بدنارز (متولد ۲۴ آوریل ۱۸۸۴ در لوبلین، درگذشته ۱۴ آوریل ۱۹۶۵ در ورشو) سرهنگ دوم نیروی زمینی لهستان و فرمانده هنگ‌های لهستانی در جنگ جهانی اول، فرمانده لژیون زنان داوطلب و فرمانده یگان اطلاعات زنان در نیروهای مسلح لهستان بود.

## پیشینه
او دختر آنتونی لوبیچ رادزیمینسکی و فلورا دزیسیولوسکا بود. او دوران کودکی خود را در ساندومیژ گذراند. از سال ۱۸۹۴ او دبستان را در زاموشچ و به دنبال آن دبیرستان را دررادوم خواند و در آنجا عضو حزب سوسیالیست لهستان شد.

## کنشگری استقلال
در سال ۱۹۰۴ در دانشگاه یاگیلونیا در کراکوف ثبت نام کرد. در همان سال او به سازمان مبارزات حزب سوسیالیست لهستان پیوست. در سال ۱۹۰۶، همراه با چسلاو شویرسکی، یکی از فعالان برجسته و از نزدیکان یوزف پیلسودسکی، او یک تولید مخفیانه مواد منفجره برای سازمان در جهت مبارزه تأسیس کرد. در نوامبر ۱۹۰۶ او قربانی مسمومیت با جیوه در ارتباط با تولید مواد منفجره شد و مجبور شد یک دوره معالجه را در زکوپانا سپری کند. پس از دوران نقاهت او به ورشو رفت و در آنجا به فعالیت خود ادامه داد. در ژوئیه ۱۹۰۷ او در یک تلاش ناموفق برای منفجر کردن یک قطار نظامی در لاپی شرکت کرد. در مارس ۱۹۰۸ او دستگیر و به زندان پاویاک منتقل شد. به دلیل انگیزه مالی، اتهامات علیه او در جریان محاکمه لغو شد و او در اکتبر همان سال به‌طور موقت آزاد شد. او همچنان در خطر دستگیری بود و به گالیسیا (اروپای شرقی) گریخت. او درلویو ساکن شد و به پیشنهاد توماش آرچیشفسکی در تهیه سلاح و انتشارات حزب ب در پادشاهی لهستان فعالیت کرد. در سال ۱۹۱۱ به اتحادیه مبارزه مسلحانه و انجمن تفنگداران پیوست. او جوخه‌های زنان را در سازمان نظامی لهستان سازماندهی کرد.

## جنگ جهانی اول
در طول جنگ جهانی اول، او سازماندهی و فرماندهی سرویس اطلاعاتی زنان در تیپ اول هنگ‌های لهستانی را بر عهده داشت. او با درجه سرگرد در نبرد لووف (۱۹۱۸) شرکت کرد. در طول جنگ لهستان و اوکراین، او شبکه پیک زنان را سازماندهی کرد. در ۴ نوامبر ۱۹۱۸، او سازمان شبه نظامی زنان، را تشکیل داد که او فرمانده آن بود. این سازمان نقش فعالی در جنگ لهستان و شوروی داشت. در ۱ آوریل ۱۹۲۰ او به عنوان فرمانده لژیون زنان داوطلب در واحد بسیج اول وزارت جنگ در ورشو منصوب شد. آجودان او ستوان استانیسلاوا پالئولوگ بود. به دلیل نقش خود، او فرمانده تمام واحدهای زنان در تمام مناطق تحت کنترل وزارت جنگ لهستان شد. در ۱ اکتبر ۱۹۲۱، به درخواست خود، او از خدمت سربازی کنار رفت. او تا درجه سرهنگی پیش رفته بود.

## دوره بین جنگ
در دوره میان‌دوجنگ بین ۱۹۲۲–۱۹۲۴ او در لهستان کوچک در نزدیکی کراکوف، و از ۱۹۲۷ در لوبلین، جایی که همسرش سرپرست چندین بیمارستان روانی بود، زندگی کرد. پس از مرگ همسرش، او به رادوشتش (استان ماسوویان) در نزدیکی ورشو نقل مکان کرد و سازمان دهنده اردوهای تابستانی کودکان برای خدمات آموزشی ورشو شد. در سال ۱۹۲۸ او سازمان دهنده اتحادیه زنان لژیونر لهستان شد و تا سال ۱۹۳۹ رئیس آن بود.

## جنگ جهانی دوم
در طول اشغال لهستان (۱۹۳۹–۱۹۴۵)، او به عنوان بخشی از ائتلاف چپ‌گرای سازمان‌های استقلال به مقاومت پیوست.

## زندگی شخصی

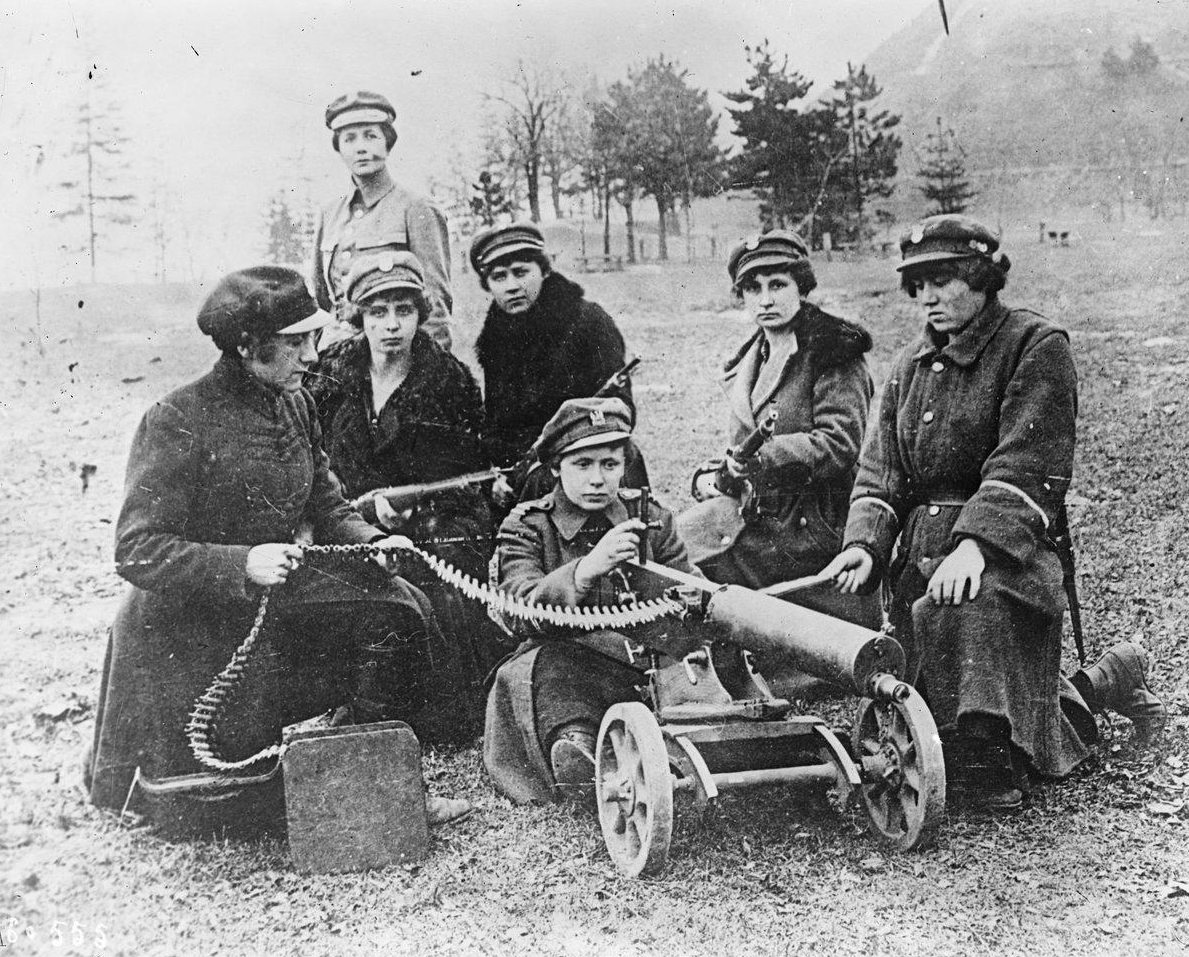
الکساندرا زاگورسکا

از اولین ازدواجش، او صاحب یک پسر به نام جرزی بیتشان شد که در ۱۴ سالگی، در یگان عقاب لویو، در دفاع از لویو شرکت فعال داشت اگرچه در ۲۱ نوامبر ۱۹۱۸ شهر سقوط کرد. شوهر دوم او رومن زاگورسکی، پزشک لویو بود که با او در منطقه کولپارکوو زندگی می‌کرد. پس از جنگ جهانی دوم، او با نام مستعار «الکساندرا بدنارز» در زاکوپان زندگی می‌کرد تا به دلیل سابقه فعالیت خود از آزار و شکنجه دولتی اجتناب کند. او در ۱۴ آوریل ۱۹۶۵ در سن ۷۹ سالگی درگذشت. او در گورستان برودنو در ورشو به خاک سپرده شد.

## جوایز نظامی و غیرنظامی
صلیب شوالیه نشان افتخار تولد لهستان
 صلیب استقلال، با شمشیر
 صلیب شجاعت (دوبار)
 صلیب طلایی شایستگی
 مدال یادبود جنگ ۱۹۱۸–۱۹۲۱
صلیب دفاع از لویو
مدال عقاب‌های لویو - اورلتا